# Solenopsis balearica
Solenopsis balearica là loài thực vật có hoa trong họ Hoa chuông. Loài này được (E.Wimm.) Aldasoro & al. mô tả khoa học đầu tiên năm 2001.